# Buckland Brewer
Pour les articles homonymes, voir Buckland.
Buckland Brewer est un village et une paroisse civile du Devon, situé dans l'Angleterre du Sud-Ouest. 

## Personnalités liées
- John Archibald Austen (1886-1948), graveur et illustrateur, né dans cette ville.